# Enzymy allosteryczne
Enzymy allosteryczne – enzymy, w których poza centrum aktywnym występuje również miejsce (centrum) allosteryczne (allosteryczny pochodzi od greckiego „inna przestrzeń”). Kiedy substancja przyłączy się do centrum allosterycznego, konformacja białka (struktura trzecio- lub czwartorzędowa) zmienia się modyfikując aktywność enzymu. Substancje te nazywa się regulatorami/efektorami allosterycznymi Enzymy regulowane allosterycznie działają niezgodnie z kinetyką Michaelisa-Menten.

## Przykładowe enzymy allosteryczne
- Kinaza białkowa zależna od cyklicznego AMP

## Model jednoprzejściowy/MWC
Model jednoprzejściowy nazywany również modelem MWC, czyli Jacqes'a Monoda, Jefferiesa Waymana i Jean-Pierre'a Changeaux, biochemików, którzy go opisali. Model tej jest oparty na kilku założeniach:
- Enzymy allosteryczne mają kilka miejsc aktywnych na różnych łańcuchach polipeptydowych.
- Enzym allosteryczny istnieje w dwóch różnych konformacjach lub stanach. R (ang. relaxed, rozluźniony), który jest aktywną konformacją katalizującą reakcję oraz T (ang. tensed, napięty), który jest konformacją znacząco mniej aktywną.
- Wszystkie miejsca aktywne danej cząsteczki enzymu muszą być w konformacji T lub R (zasada symetrii).

W środowisku, w którym nie ma ani substratu, ani efektora, występuje równowaga między stanami T i R. Stan T jest bardziej stabilny, a zatem bardziej powszechny. Dla typowego enzymu allosterycznego stosunek T/R nazywany stałą allosteryczną wynosi kilkaset. Substrat (S) łatwiej wiąże się do formy R niż T. Różnica energetyczna między dwoma stanami jest tak mała, że jeśli na chwilę pojawi się forma R w jednej podjednostce i natychmiast zwiąże się z substratem to automatycznie reszta podjednostek przejdzie w stan R. Wiązanie się S zakłóca więc równowagę T/R na korzyść R. Zachowanie to zwie się kooperatywnością i tłumaczy ono fakt, że enzymy allosteryczne zachowują niezgodnie z kinetyką Michaelisa-Menten.

## Model sekwencyjny i mieszany
Alternatywne podejście zaproponowane przez Daniela Koshlanda, zakłada, że podjednostki enzymu przechodzą sekwencyjne zmiany strukturalne. Powstanie jednego kompleksu centrum aktywne-substrat wpływa strukturalnie na inne miejsca aktywne w białku bez konieczności zmiany konformacji całego enzymu. Model obejmuje również pojęcie ujemnej kooperatywności, które polega na tym, że każdy kolejny związany substrat zmniejsza powinowactwo innych miejsc aktywnych względem substratu. 
Wyniki wielu badań nad enzymami allosterycznymi wskazują, że wiele z nich łączy w sobie zachowania z obu modeli, co oznacza, że zachowują się zgodnie z modelem mieszanym.